# Mira Topić
Mira Topić (ur. 2 czerwca 1983 w Zagrzebiu) – chorwacka siatkarka, grająca na pozycji przyjmującej, reprezentantka kraju. Od stycznia 2016 roku zawodniczka tureckiej drużyny Sarıyer Belediyesi.

## Sukcesy klubowe
Mistrzostwo Rumunii:
- 2006
- 2010

Mistrzostwo Hiszpanii:
- 2009

Puchar Hiszpanii:
- 2009

Mistrzostwo Niemiec:
- 2011, 2012

Puchar Niemiec:
- 2012